# Главанска река
Главанска е река в Южна България – Област Стара Загора, община Гълъбово и Област Хасково, община Симеоновград, ляв приток на река Сазлийка, от басейна на Марица. Дължината ѝ е 28 km.
Главанска река извира под името Улуклийска река на 471 м н.в. от Сакар планина, на 1,3 km югозападно от връх Чуката (543 м). До село Дряново тече в северозападна посока в сравнително тясна и дълбока долина през северозападните хълмисти части на Сакар, като между селата Помощник и Дряново се нарича Чарганлия. След Дряново реката завива на югозапад, като долината ѝ се разширява и изплитнява и в този си участък се нарича Луда Яна. Влива се отляво в река Сазлийка от басейна на Марица на 79 m н.в., на 1,2 km преди устието на Сазлийка в Марица.
Площта на водосборния басейн на Главанска река е 81 km2, което представлява 2,5% от водосборния басейн на Сазлийка. Основни притоци – Ченгенедере (десен) и Ташлъдере (ляв, най-голям приток).
Речният режим на подхранване е с плувиален характер, което определя ясно изразен пролетен максимум на оттока – януари-май, а минимумът – юли-октомври. През лятно-есенните месеци пресъхва.
По течението на реката са разположени 3 села.
- Област Стара Загора

- Община Гълъбово – Помощник;

- Област Хасково

- Община Симеоновград – Дряново, Троян.

Водите на реката се използват за напояване: язовири „Чаирдере“, „Ташлъдере“, „Дряново“.

## Топографска карта
- Лист от карта K-35-64. Мащаб: 1 : 100 000.
- Лист от карта K-35-65. Мащаб: 1 : 100 000.